# Bišćevića kuća
Bišćevića kuća (doslova Bišćevićův dům) je historická budova v centru města Mostar v jižní části Bosny a Hercegoviny. Jedná se o budovu ze 17. století, která je chráněná jako kulturní památka.
Dům s nádvořím se jmenuje podle rodiny Bišćevićů a nachází se na stejnojmenné ulici, nápadný je díky terasám vyčnívajícím nad údolí řeky Neretvy, kamenné zdivo a střechu z kamenných desek, typickou pro staré mostarské domy. Dům je dvoupatrový. Původní dům byl rozdělen na dvě části; selamluk, který byl určen mužům a návštěvám a haremluk, kde pobývaly ženy a rodina.
Do současné doby byl dochován v původní podobě, ve 20. století byl kompletně rekonstruován a dnes je navštěvován turisty. Slouží jako muzeum.